# Erec
Erec est un poème narratif du moyen haut allemand écrit par Hartmann von Aue vers 1180-1190. Considéré comme le premier roman arthurien en langue allemande, ce poème est une adaptation du roman courtois Érec et Énide de Chrétien de Troyes.
La seule version presque complète de l'œuvre Erec est conservée dans le Ambraser Heldenbuch, un livre qui fut transcrit pour l'empereur Maximilien Ier vers 1510. À côté de cette version, de courts fragments du poème ont également été conservés. 
Le début du poème n'est ni dans les fragments, ni dans le Ambraser Heldenbuch.

## Résumé
Érec, jeune chevalier inexpérimenté à la cour du Roi Arthur, fils du roi Lac, fut déshonoré aux yeux de la Reine Guenièvre car il a été frappé par un nain. Sans plus tarder, Érec reprend la chasse et se dirige vers le château du duc Imein. À la recherche d'un refuge, Érec fait la connaissance du vieil homme Koralus. Il apprend ensuite l'existence d'une bataille de l’épervier dans le château de Tulmein et que Iders, le chevalier nain qui a humilié Érec, a déjà remporté deux fois prix grâce à la beauté de sa femme. Érec décide de participer au tournoi. Il promet à Koralus de se marier avec sa fille Énide au cas où elle devait l'accompagner. Érec remporte le tournoi et la main d'Énide. Le mariage aura lieu à la cour d'Arthur.
Ensuite Érec déménage avec Énide à Karnant, la ferme de son père. Érec néglige ses devoirs de chevalier en passant ses journées au lit avec Énide. Quand il apprend par Énide qu'il est devenu la risée de la Cour, il décide de quitter secrètement la ferme et part à la recherche d'aventure. Énide devait l'accompagner mais la parole lui était interdite. Cependant, elle désobéit en l'avertissant que des brigands étaient en train de s'approcher. Il s'agit d'une série d'aventures . Après l'escale à la cour d'Arthur et un peu de repos, commence la deuxième série d'aventures. Il sauve un noble de deux géants, il a aussi défendu sa femme contre Oringles et enfin il se bat à nouveau contre le roi Guivreiz. Dans la dernière aventure « Dans la joie de la cour », Érec se bat contre le gigantesque Mabonagrain. Enfin, Érec et Énide retournent à Karnant où ils vivent désormais comme couple modèle.

## Sources
Chrétien de Troyes a créé[réf. nécessaire] au XIIe siècle une nouvelle norme de récit courtois. Les différences significatives dans le contenu de l'œuvre par rapport à l'original en français, sont des changements délibérés de la part d'Hartmann qui permet d'accentuer certaines parties du récit.
L'œuvre de Chrétien ne fut pas la seule source pour Hartmann (peut-être la saga norvégienne Erex).

## Un récit lacunaire
Seulement quelques textes écrits d’Erec peuvent être disponibles. Le seul manuscrit presque complet disponible est préservé à Vienne. Il s'agit d'une copie, faite par 
Hans Ried, pour l'empereur Maximilien Ier dans le Ambraser Heldenbuch (1510). Il manque le prologue, et aucun fragment ne comble cette lacune, ce qui empêche de savoir les différentes circonstances qui entourent la création de ce premier roman arthurien allemand.
Le texte allemand d'Hartmann est indépendant de la version de Chrétien de Troyes, dans la mesure où il s'agit d'une adaptation et non d'une traduction.